# Стерлітамак (аеропорт)
Аеропорт Стерлітамак — аеропорт однойменного міста в Республіці Башкортостан. Розташований за 15 км на південний захід від міста, за 4 км на південний схід від села Преображеновка. Аеродром класу B.
Аеропорт активно експлуатувався до 1997 року. Останні регулярні рейси виконувалися в Москву (Биково).
У даний час аеропорт епізодично використовується авіацією місцевих повітряних ліній (літаки Ан-2, вертольоти). На території аеропорту проводяться різні громадські заходи, а також дрег-гонки.
З 2008 року ведеться реконструкція аеропорту. Проведено капітальний ремонт злітно-посадкової смуги, монтується світлосигнальне, радіонавігаційне і зв'язне обладнання, проводиться відновлення будинків та інфраструктури порту. У майбутньому планується приймати літаки типів Ан-2, Ан-24, Як-40, Л-410.